# 3-D Man
3-D Man ou Triathlon est un super-héros de fiction appartenant à l'univers de Marvel Comics. Créé par le scénariste Roy Thomas et le dessinateur Jim Craig, il apparaît pour la première fois dans le comic book Marvel Premiere #35 en avril 1977. Il a la capacité d'identifier les skrulls, une espèce extraterrestre. Il a fait équipe un temps avec les Avengers et a rejoint la Skrull Kill Krew.